# آچی
آچِی (‎/ɑːˈtʃeɪ/‎ ah-CHAY) یک قوم شکارچی-گردآورندهٔ سرخ‌پوست در پاراگوئه هستند که در شرق این کشور زندگی می‌کنند و جمعیت آن‌ها امروزه حدود ۱٫۵۰۰ تن برآورد می‌شود.
از نخستین گزارش‌های مُبلغان مسیحی دربارهٔ قوم آچی در سدهٔ هفدهم میلادی تا تماس‌های صلح‌آمیز با آن‌ها در سدهٔ بیستم، آچی‌ها به‌عنوان مردمی شکارچی-گردآورنده که در گروه‌های کوچک زندگی می‌کنند و کاملاً به منابع جنگلی وحشی برای زندگی خود وابسته هستند توصیف شده‌اند. در سدهٔ بیستم، با چهار گروه مختلف از آچی‌ای تماس گرفته‌شد که عبارت‌اند از آچی شمالی، آچی Yvytyruzu، آچی Ypety، و آچی Ñacunday. هر یک از این گروه‌ها دارای لهجهٔ خاص خود بودند و در محل‌های مجزایی اقامت داشتند و هیچ‌گونه تماس و تعامل صلح‌آمیزی با یکدیگر نداشتند.
امروزه مردم آچی در جنگل‌های ناحیه کانیندیو و استان آلتو پارانا زندگی می‌کنند.

## دشمنی با آچی‌ها
آچی‌ها از زمان استعمار تا نیمهٔ دوم سدهٔ بیستم، مکرراً توسط روستاییان، دامداران عشایر، و زمین‌داران بزرگ مورد آزار قرار گرفته‌اند. در سدهٔ بیستم، در دوران دیکتاتور نظامی پاراگوئه، آلفردو اشتروسنر، محدودهٔ زندگی مردم آچی شمالی که در زمین‌هایی به‌وسعت ۲۰٫۰۰۰ هکتار مربع در اراضی روستایی پاراگوئه پراکنده بودند، به ۵۰ هکتار مربع کاهش یافت. در این فرایند، این مردم قتل‌عام شده و به بردگی کشیده‌شدند و مجبور شدند که بر روی زمین‌هایی اختصاصی کار کنند که این فرایند، به‌طور خاص برای آرام‌کردن آچی‌ها و از بین بردن سرزمین تاریخی آن‌ها انجام شده‌بود.
احتمالاً ضرورت فرار از دشمن، مردم آچی را مجبور می‌کرد تا نسبت به افرادی که ممکن بود برای گروه دست‌وپاگیر شوند موضعی فوق‌العاده خشن اتخاذ کنند. مردم‌شناسانی که با افراد این قوم مصاحبه کرده‌بودند، موردی را ثبت کردند که مردی میانسال به این دلیل که بیمار بود و نمی‌توانست دیگران را همراهی کند، به‌حال خود رها شده‌بود و او را زیر درختی گذاشته‌بودند. همچنین هنگامی که یک پیرزن آچی باری بر دوش بقیهٔ اعضای گروه می‌شد، یکی از مردهای جوان‌تر، پنهانی خود را به پشت سر او می‌رسانید و با ضربهٔ تبری که به سرش می‌زد او را می‌کشت.

## ویژگی‌ها
مهم‌ترین آیین‌های مردمان آچی برای تولد، بلوغ، مرگ و جنگاوری برگزار می‌شوند. آن‌ها نام حیوانی را برای نوزادان‌شان انتخاب می‌کنند که مادر نوزاد، در دورهٔ بارداری با گوشت آن حیوان غذا درست می‌کرده‌است. در مراسم زایمان یک مرد حضور دارد که بند ناف را می‌برد، یک زن که وظیفهٔ نگهداری از نوزاد را بر عهده دارد و دیگرانی که نوزاد را شستشو می‌دهند و از زائو مراقبت می‌کنند. این افراد والدین تعمیدی نوزاد به‌شمار می‌آیند و تا پایان زندگی، رابطهٔ آیینی‌شان با نوزاد و والدینش پایدار است.
هنگامی که یک عضو مهم گروه می‌مُرد، آچی‌ها دختر کوچکی را می‌کشتند و آن‌دو را با هم دفن می‌کردند. نوردانی که بدون مو به‌دنیا می‌آمدند عقب‌مانده محسوب می‌شدند و فوراً به قتل می‌رسیدند. با این حال، مردم‌شناسانی که سال‌ها با آچی‌ها زندگی کردند، گزارش می‌دهند که خشونت میان افراد بالغ بسیار نادر بود و زن‌ها و مردها آزاد بودند که به‌خواست خود شریک زندگی‌شان را عوض کنند. این مردم همیشه خندان بودند و رهبری سلسله‌مراتبی نداشتند و عموماً از آدم‌های سلطه‌جو اجتناب می‌کردند. با آنکه اموال اندکی داشتند، بسیار سخاوتمند بودند و حرص مقام و ثروت نداشتند. برای آن‌ها ارزشمندترین چیزها در زندگی، روابط اجتماعی خوب و دوستی‌های عمیق بود.